# Hersiwil

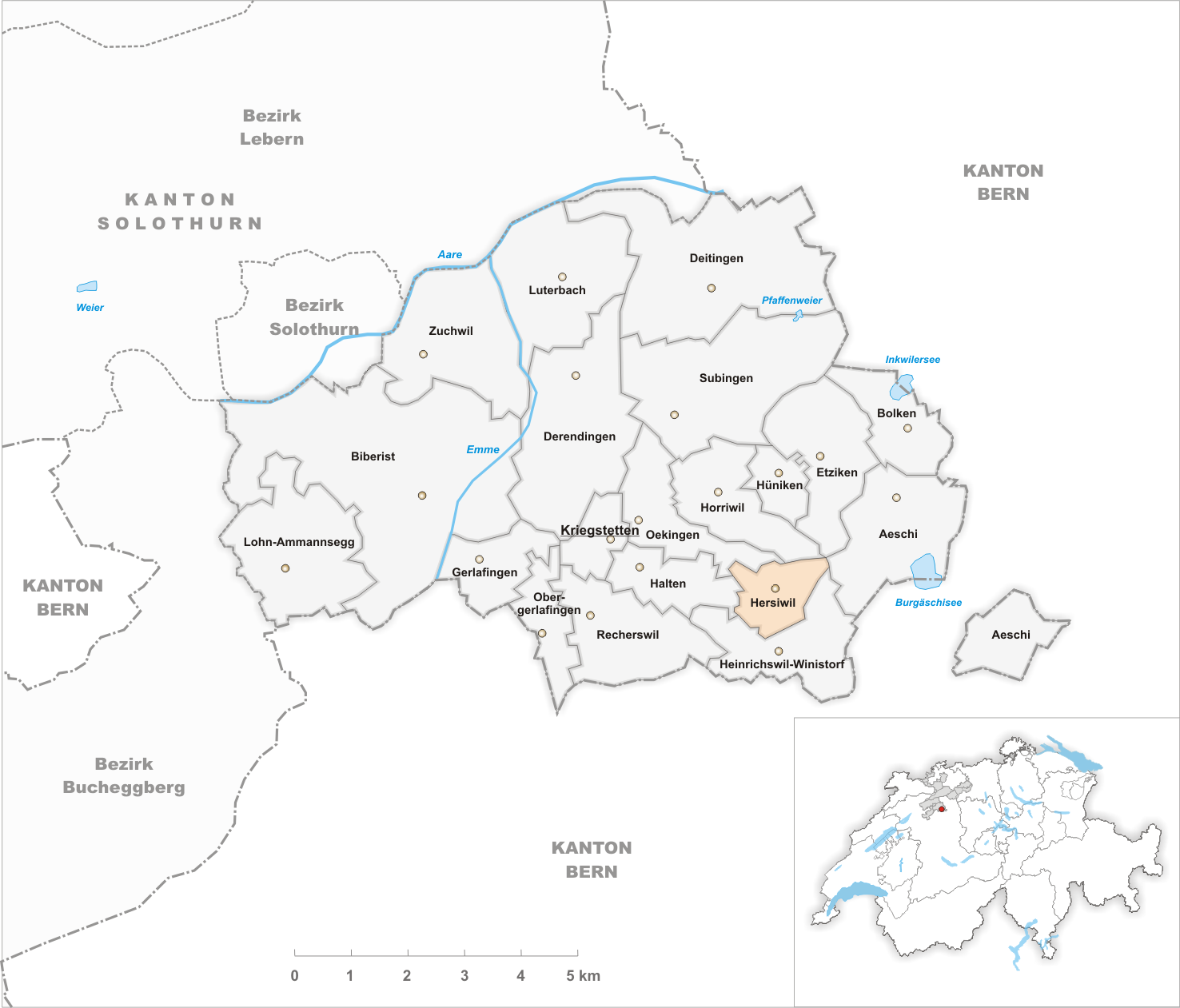
Gemeindestand vor der Fusion am 1. Januar 2013

Hersiwil (im lokalen Dialekt Hersiwiu) war bis zum 31. Dezember 2012 eine politische Gemeinde im Bezirk Wasseramt des Kantons Solothurn in der Schweiz.
Zum 1. Januar 2013 fusionierte Hersiwil mit der Gemeinde Heinrichswil-Winistorf zur neuen politischen Gemeinde Drei Höfe.

## Geographie
Hersiwil liegt auf 491 m ü. M., neun Kilometer südöstlich des Kantonshauptortes Solothurn (Luftlinie). Das Dorf erstreckt sich auf einer Anhöhe in der leicht gewellten Landschaft östlich der Schwemmebene der Emme, im südlichen Solothurner Mittelland.
Die Fläche des 1,4 km² grossen ehemaligen Gemeindegebiets umfasst einen Abschnitt der Moränenlandschaft im äusseren Wasseramt, die durch den eiszeitlichen Rhonegletscher geformt wurde. Der ehemalige Gemeindeboden erstreckt sich von der Anhöhe von Hersiwil nach Osten bis in den Aegertenwald, in dem mit 505 m ü. M. die höchste Erhebung von Hersiwil liegt, und nach Westen über die Talmulde eines Seitenbachs der Ösch bis zum Rütihof am Rand des Unterwaldes. Von der ehemaligen Gemeindefläche entfielen 1997 7 % auf Siedlungen, 23 % auf Wald und Gehölze und 70 % auf Landwirtschaft.
Zu Hersiwil gehört mit dem Rütihof nur gerade ein Einzelhof. Nachbargemeinden von Hersiwil waren Horriwil, Aeschi, Heinrichswil-Winistorf, Halten und Oekingen.

## Bevölkerung
Mit 191 Einwohnern (Stand 31. Dezember 2012) gehörte Hersiwil zu den kleinsten Gemeinden des Kantons Solothurn. Von den Bewohnern sind 99,4 % deutschsprachig und 0,6 % sprechen Portugiesisch (Stand 2000). Die Bevölkerungszahl von Hersiwil belief sich 1850 auf 137 Einwohner, 1900 auf 152 Einwohner. Nach einem Höchststand 1910 mit 180 Einwohnern pendelte die Bevölkerungszahl im Verlauf des 20. Jahrhunderts stets im Bereich zwischen 140 und 160 Personen.

## Wirtschaft
Hersiwil war bis in die zweite Hälfte des 20. Jahrhunderts ein vorwiegend durch die Landwirtschaft geprägtes Dorf. Noch heute haben der Ackerbau und der Obstbau sowie die Viehzucht und die Forstwirtschaft einen wichtigen Stellenwert in der Erwerbsstruktur der Bevölkerung. Weitere Arbeitsplätze sind im lokalen Kleingewerbe und im Dienstleistungssektor vorhanden, unter anderem in einem Betrieb des Maschinenbaus. In den letzten Jahrzehnten hat sich das Dorf auch zu einer Wohngemeinde entwickelt. Viele Erwerbstätige sind deshalb Wegpendler, die hauptsächlich in den Regionen Solothurn, Herzogenbuchsee und Bern arbeiten.

## Verkehr
Die ehemalige Gemeinde ist verkehrsmässig gut erschlossen, obwohl sie abseits der grösseren Durchgangsstrassen liegt; die Hauptzufahrt erfolgt von Kriegstetten. Der nächste Anschluss an die Autobahn A1 (Bern-Zürich) befindet sich rund 5 km vom Ortskern entfernt. Durch die Buslinie der BSU, welche die Strecke von Kriegstetten nach Steinhof bedient, ist Hersiwil an das Netz des öffentlichen Verkehrs angeschlossen. Durch das ehemalige Gemeindegebiet verläuft die Neubaustrecke, die für die Eisenbahnlinie Bern-Olten im Rahmen von Bahn 2000 erstellt wurde. Als Lärmschutzmassnahme wurde bei Hersiwil ein rund 1 km langer Tagbautunnel erbaut.

## Geschichte

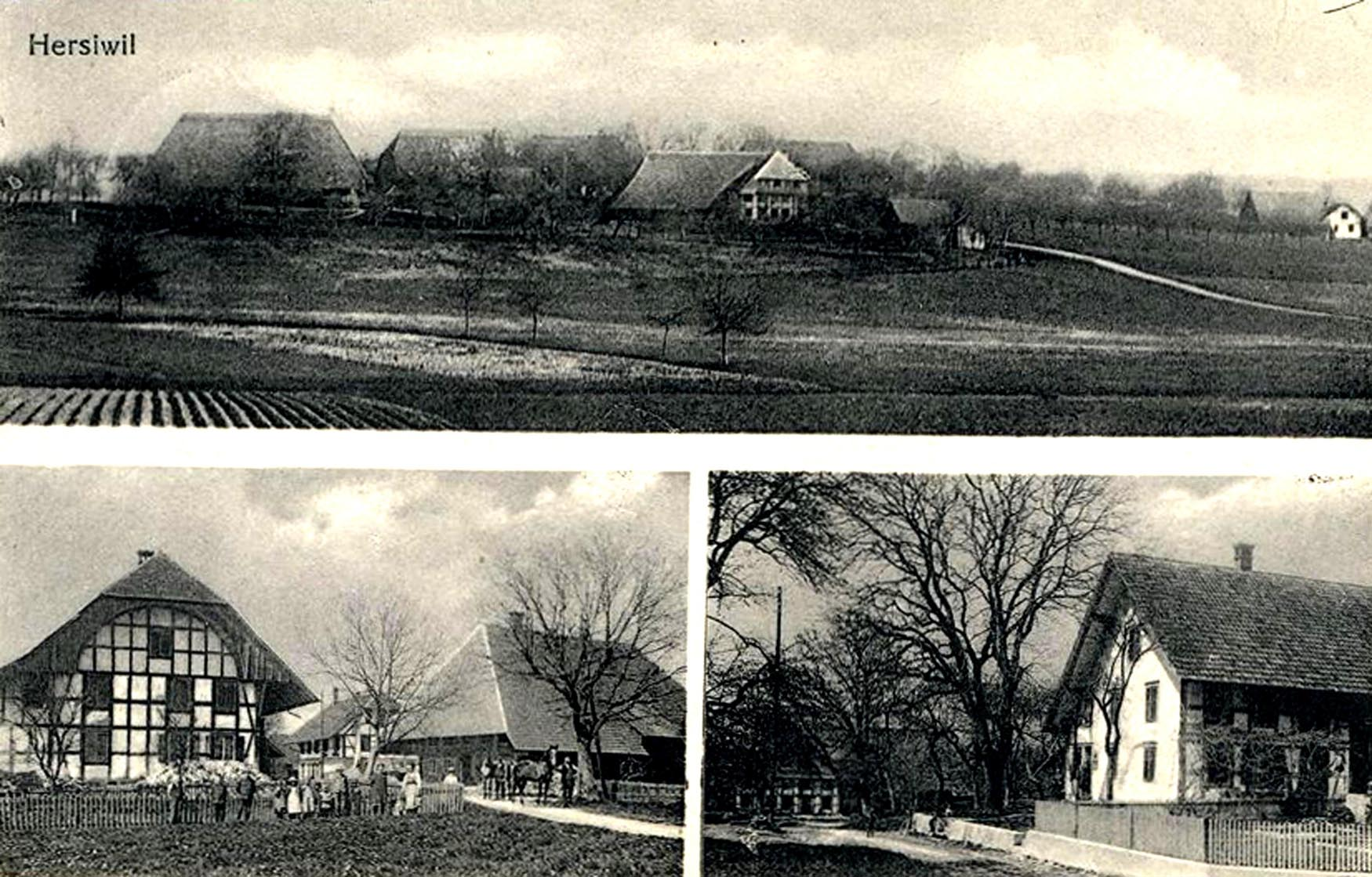
Postkarte aus Hersiwil SO, um 1900

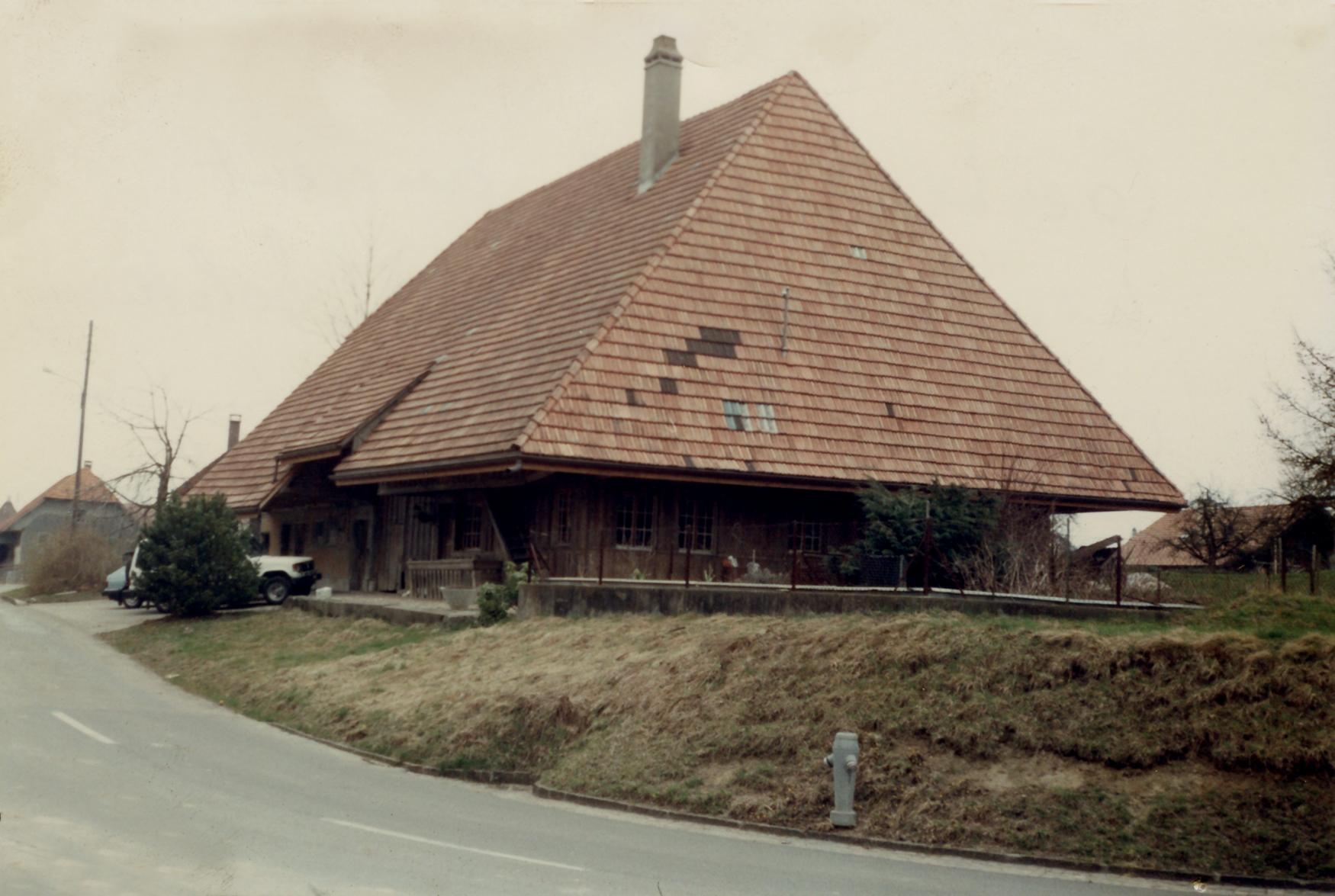
Gerberhaus, Hauptstrasse 22, Hersiwil SO, erbaut 1776

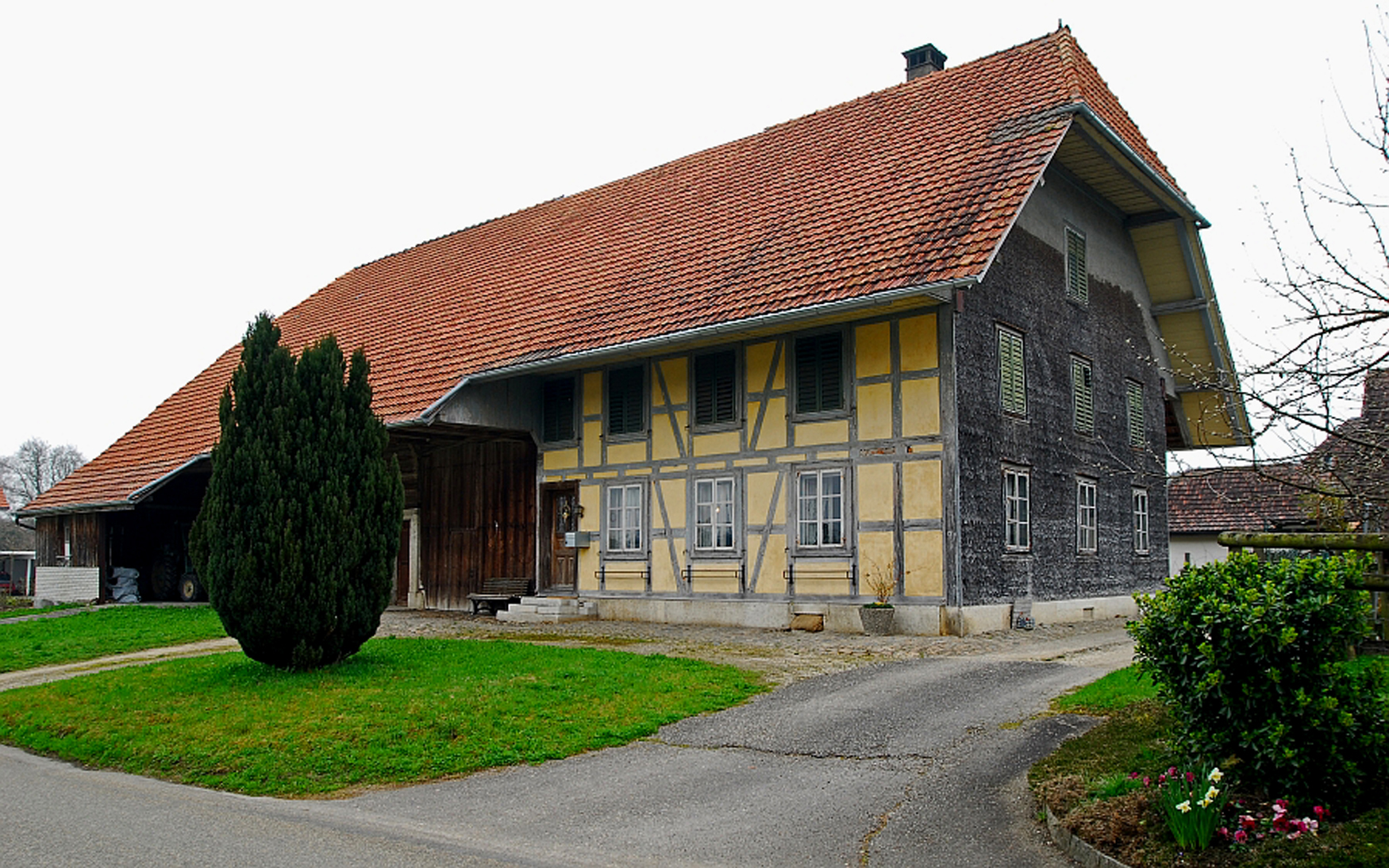
Hersiwil, Hauptstrasse 36, das «Neuhaus», Wohnsitz von Gemeindeammann und Amtsrichter Jakob Gerber (1856–1935)

Die erste urkundliche Erwähnung des Ortes erfolgte 1324 unter dem Namen Hersenwile. Später erschienen die Bezeichnungen Hersewile (1397), Hersenwil (1444) und Hersiwil (1538). Der Ortsname geht auf den althochdeutschen Personennamen Herizo zurück und bedeutet bei den Höfen des Herizo.
Seit dem Mittelalter unterstand Hersiwil der Herrschaft Halten, kam mit dieser 1466 an die Stadt Solothurn und wurde der Vogtei Kriegstetten zugeteilt. Erst mit dem Wyniger Vertrag ging 1665 auch die hohe Gerichtsbarkeit von Bern an Solothurn über. Nach dem Zusammenbruch des Ancien Régime (1798) gehörte Hersiwil während der Helvetik zum Distrikt Biberist und ab 1803 zum Bezirk Kriegstetten, der 1988 offiziell in Bezirk Wasseramt umbenannt wurde. Hersiwil besitzt keine eigene Kirche; es gehört zur Pfarrei Kriegstetten.
Bis 1798 bildete Hersiwil zusammen mit dem benachbarten Heinrichswil eine Doppelgemeinde. Danach hatte bis 1854 die Dreihofgemeinde Heinrichswil-Hersiwil-Winistorf Bestand, bevor alle drei Orte zu politisch selbständigen Gemeinden erhoben wurden. Im Jahre 2012 wurden Fusionsvorbereitungen zu einem Wiederaufleben der gemeinsamen Gemeinde mit Hersiwil aufgenommen. Die neue Gemeinde heisst in Anlehnung an die Vergangenheit Drei Höfe.

## Wappen
Blasonierung
In Gelb schwarze aufrecht stehende Doppelpflugschar mit drei gelben Nieten (in der unteren, kleineren Pflugscharspitze)